# 4-アミノ-2-(トリフルオロメチル)ベンゾニトリル
4-アミノ-2-(トリフルオロメチル)ベンゾニトリル（英語: 4-amino-2-(trifluoro methyl) benzo nitrile）または、4-シアノ-2-(トリフルオロメチル)アニリン（英語: 4-cyano-3-(trifluoro methyl)aniline）は、シアン化およびトリフルオロメチル化したアニリン誘導体である。非ステロイド性抗アンドロゲン剤のビカルタミドの化学合成における出発物質である。